# Tycherus theresae
Tycherus theresae är en stekelart som först beskrevs av Berthoumieu 1900.  Tycherus theresae ingår i släktet Tycherus och familjen brokparasitsteklar. Inga underarter finns listade i Catalogue of Life.